# Daniel Buren
Daniel Buren (Boulogne-Billancourt, 25 de Março de 1938) é um artista conceitual francês. 

## Carreira
Ele ganhou inúmeros prêmios, incluindo o Leão de Ouro de melhor pavilhão na Bienal de Veneza (1986), o Prêmio Internacional de melhor artista em Stuttgart (1991) e o prestigioso Prêmio Imperial e de pintura em Tóquio em 2007. Ele criou várias pinturas mundialmente famosas instalações, incluindo "Les Deux Plateaux" (1985) no Cour d'honneur do Palais-Royal, e o Observatório da Luz na Fondation Louis Vuitton. É um dos artistas mais atuantes e reconhecidos no cenário internacional, e seu trabalho tem sido acolhido pelas mais importantes instituições e sites ao redor do mundo.

## Publicações
Que escrever é uma atividade importante para Buren fica particularmente claro em seus textos compilados Les Écrits , publicados em 1991 e depois em 2012.
- Buren, Daniel; Sanchez, Marc (2012). Les écrits 1965-2012. Volume I, Volume I. Paris: Flammarion : Centre national des arts plastiques. ISBN 978-2-08-128288-9
- Buren, Daniel; Sanchez, Marc (2013). Les écrits, 1965-2012. Volume II, Volume II. Paris: Flammarion : Centre national des arts plastiques. ISBN 978-2-08-128798-3